# Perrier (miejscowość)
Perrier – miejscowość i gmina we Francji, w regionie Owernia-Rodan-Alpy, w departamencie Puy-de-Dôme.
Według danych na rok 1990 gminę zamieszkiwało 727 osób, a gęstość zaludnienia wynosiła 114 osób/km² (wśród 1310 gmin Owernii Perrier plasuje się na 303. miejscu pod względem liczby ludności, natomiast pod względem powierzchni na miejscu 944.).

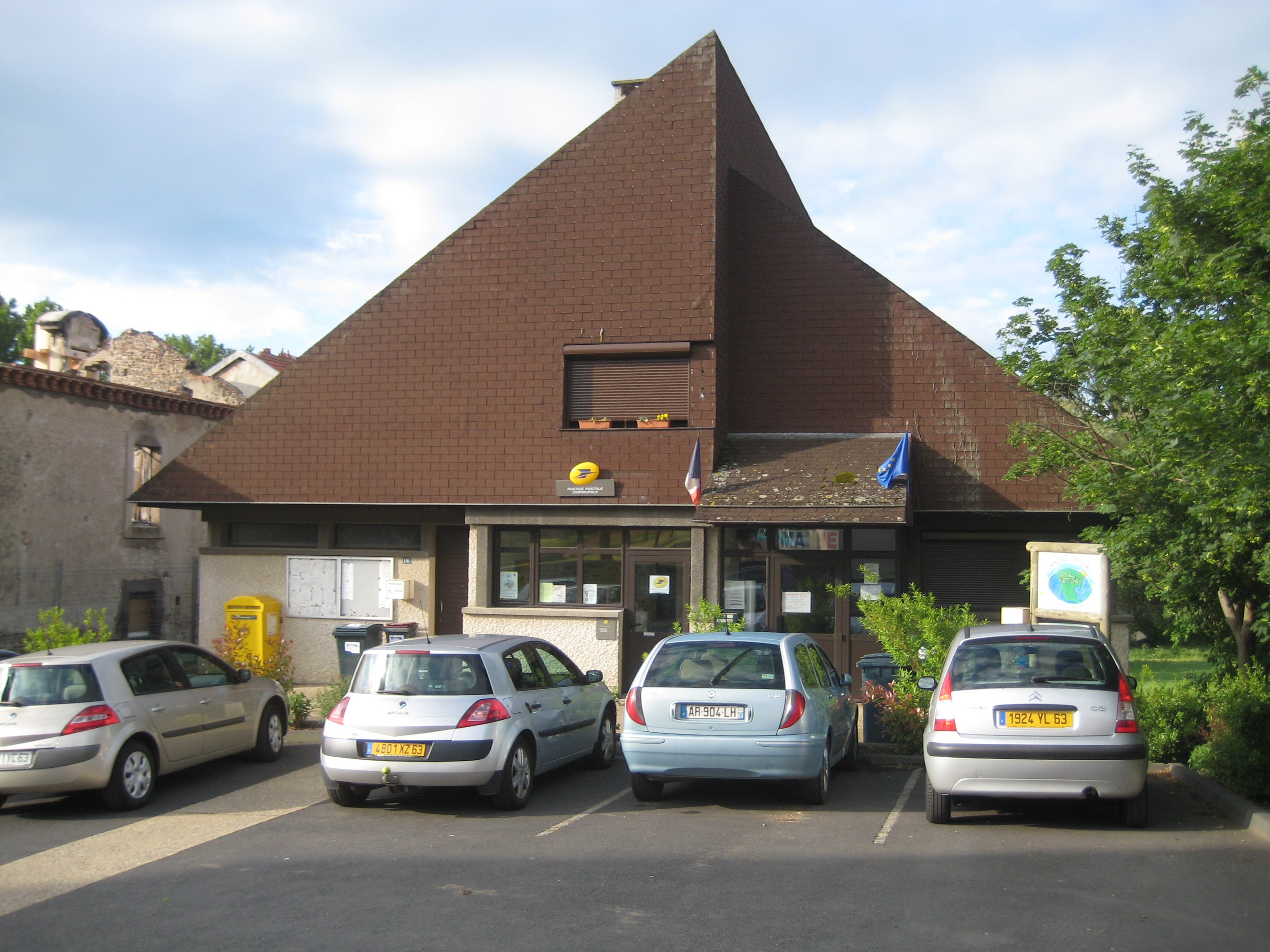
Ratusz
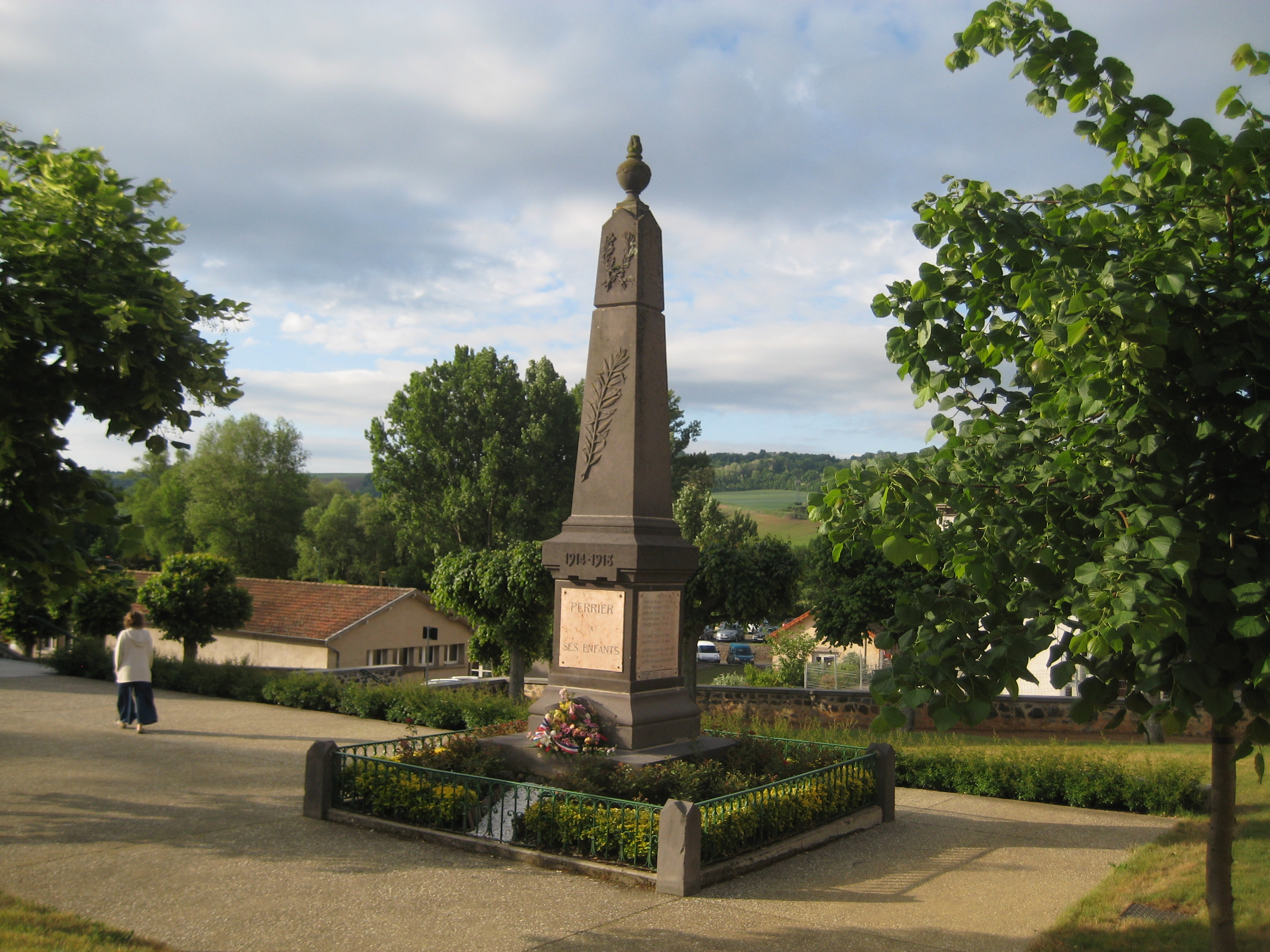
Pomnik wojenny